# Schloss Jičíněves
Das Schloss Jičíněves (deutsch: Jičínowes) in der gleichnamigen Gemeinde Jičíněves gehört zum Okres Jičín.

## Geschichte

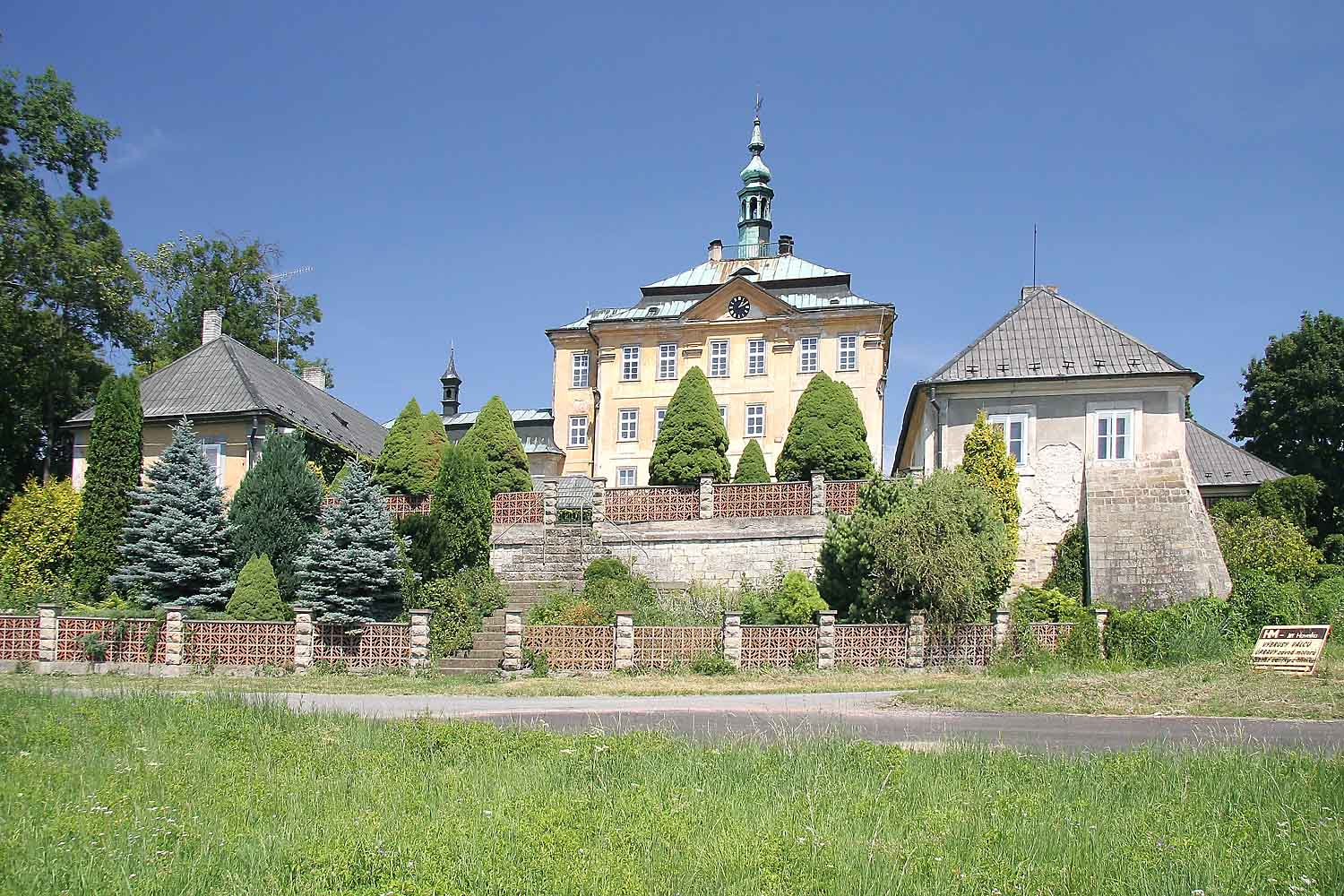
Schloss Jičíněves

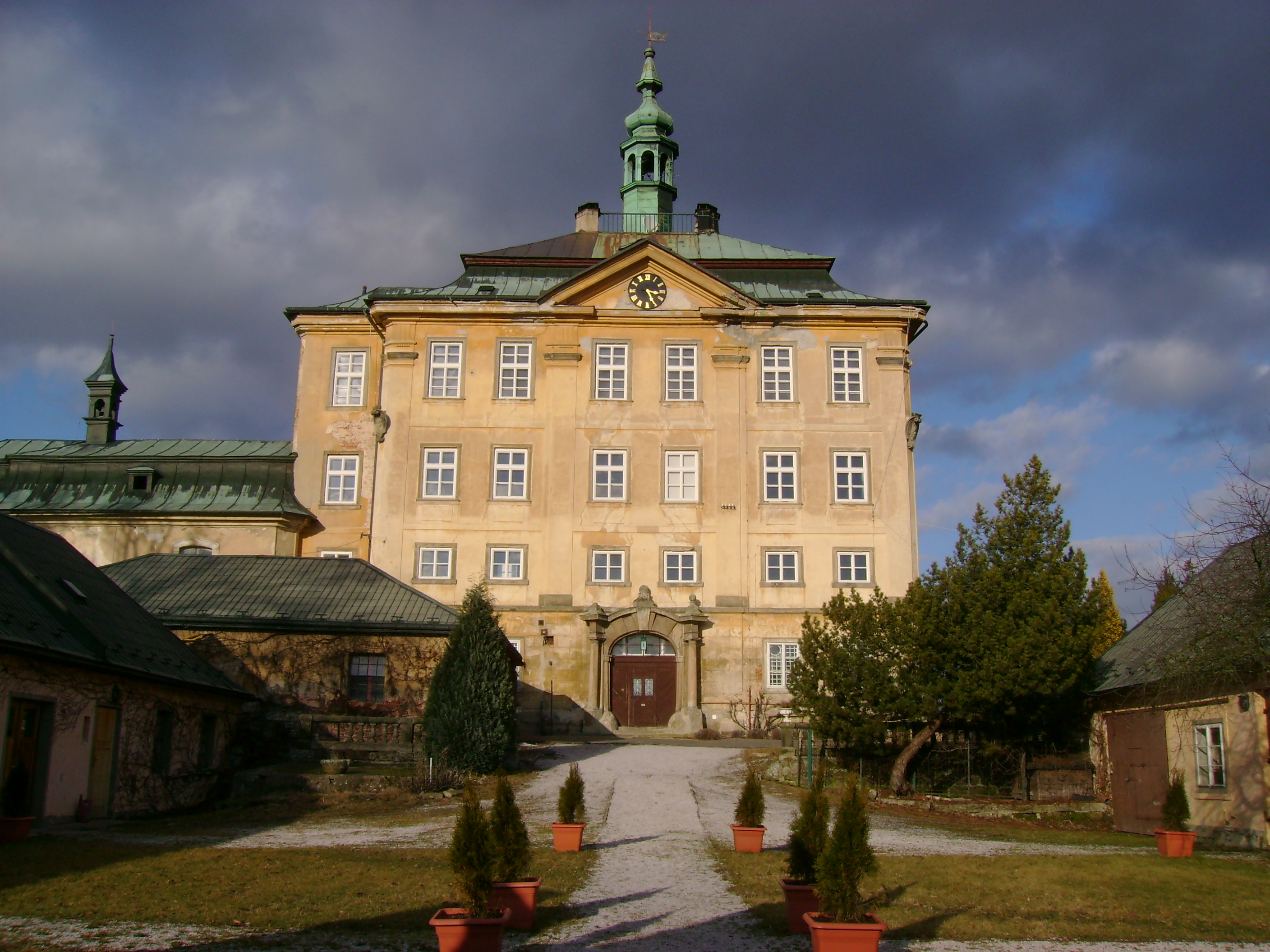

In der Nähe eines Kastells, das im 16. Jahrhundert von Johann d. J. von Waldstein errichtet worden war, erbaute Franz Josef Graf von Schlick 1715–1717 ein dreistöckiges Barockschloss mit einem Mansarddach, das von einem kleinen Turm geschmückt wird. Die Pläne stammten von Jean Baptiste Mathey, der jedoch zur Bauzeit nicht mehr am Leben war.
1730 wurde die dem hl. Antonius von Padua und dem Heiligkreuz geweihte Schlosskapelle errichtet, die in den Jahren 1827–1830 sowie 1911 erweitert wurde.
Das Schloss ist von einem Englischen Park umgeben, der im 19. Jahrhundert angelegt wurde. Im Park steht ein Pavillon im Stil des Empire.
Das Schloss diente als Residenz der Adelsfamilie Schlick und beherbergte auch die herrschaftliche Verwaltung. Nach der kommunistischen Machtübernahme der Tschechoslowakei 1948 wurde die Familie Schlick enteignet. Nachfolgend diente das Schloss als Unterkunft für verschiedene Bildungseinrichtungen. Nach der politischen Wende wurde das Schloss 1992 der Familie Schlick restituiert.